# غريد الشيخ
غريد الشيخ محمد هي كاتبة لبنانية وصاحبة دار النخبة للتأليف والترجمة والنشر في بيروت. تُعد أول امرأة تضع معجمًا لغويًا وهو «المعجم في اللغة والنحو والصرف والمصطلحات».

## مؤلفاتها
لها العديد من المؤلفات، ومنها:
- تحقيق مخطوط اعتلال القلوب للخرائطي
- معجم أشعار العشق في كتب التراث العربي
- كيف تحكي حكاية للأطفال
- سلسلة أيام معهم
- أيام مع جرير
- أيام مع نزار قباني
- أيام مع الفيتوري
- أيام مع عبد العزيز خوجة
- أيام مع هدى ميقاتي